# Oddvar Brå
Oddvar Brå, född 16 mars 1951 i Melhus, Sør-Trøndelag, var under 1970- och 80-talen en av Norges mest framgångsrika långskidåkare. Brå blev världsmästare på 15 km samt i stafett 1982 när skid-VM avgjordes i Oslo. Brå åkte även en sträcka i det norska lag som kom på andra plats vid de olympiska vinterspelen 1972. Likaså deltog Oddvar Brå i det norska lag som tog OS-silver i Lake Placid 1980. Brå nådde som bäst en fjärdeplats vid individuella tävlingar vid de fem olympiska spel som han deltog i. Fjärdeplatsen kom i Calgary 1988, på 15 km. 
Oddvar Brå vann totalt 16 individuella titlar vid norska skidmästerskap. Vid de nationella mästerskapen 1978 och 1979 vann Brå alla individuella tävlingar. Han var femmilssegrare i Holmenkollen tre gånger: 1975, 1979 och 1981. Brå vann också Svenska skidspelen i Falun 1973 och 1975. 1977 Delade han segern med Magne Myrmo i Flyktingloppet som han även själv vann 1979, 1980 och 1989. Han kom fyra i Vasaloppet 1988 och vann Skinnarloppet i Malung 1991.
En staty av Oddvar Brå har rests i hembygden.

## Legendarisk avslutare
Oddvar Brå minnes särskilt för sin insats under den sista stafettsträckan vid skid-VM 1982. Efter en rafflande duell mellan Oddvar Brå och Sovjetunionens slutman Alexander Savjalov kunde inte någon ensam segrare utropas, varför guldet delades. Strax före målgången bröt Brå av ena staven, ett idrottshistoriskt ögonblick i Norge, som många av de som var med utan svårighet kan erinra sig, vilket givit upphov till frågan "Var var du när Brå bröt staven?", en fråga som norrmän ställde varandra de då följande 16 åren, senare ersatt av "Var var du när Rekdal straffade Brasilien?".